# Les Hommes de ma vie (film)
Pour l’article homonyme, voir Les Hommes de ma vie.
Pour plus de détails, voir Fiche technique et Distribution.
Les Hommes de ma vie (Men Don't Leave) est un film américain de Paul Brickman sorti en 1990.

## Synopsis
En raison des lourdes dettes de son défunt mari, Beth, veuve, doit vendre sa maison et déménager avec ses deux fils de la jolie banlieue vers le centre-ville de Baltimore, moins cher. Alors que Chris, dix-sept ans, ne ressent que de la colère envers le monde, Matt, neuf ans, laisse à peine transparaître sa tristesse et cache ses sentiments derrière un masque. Pendant ce temps, Beth tente de prendre pied dans sa nouvelle vie.

## Fiche technique
Sauf indication contraire, les informations mentionnées dans cette section peuvent être confirmées par la base de données cinématographiques IMDb,  présente dans la section « Liens externes ».
- Titre original : Men Don't Leave
- Titre français : Les Hommes de ma vie
- Réalisation : Paul Brickman
- Scénario : Barbara Benedek et Paul Brickman
- Décors : Karen O'Hara et Cricket Rowland
- Costumes : JoAnn Lam, Grania Preston et Carolyn Schraut-Barczak
- Photographie : Isidore Mankofsky
- Montage : Richard Chew
- Musique : Thomas Newman
- Production : Jon Avnet
- Sociétés de production : The Geffen Company
- Sociétés de distribution : Warner Bros.
- Budget : 7 millions de dollars
- Pays d'origine : États-Unis
- Format : Couleurs - 1,85:1 - Dolby - 35 mm
- Genre : Comédie dramatique
- Durée : 115 minutes
- Dates de sortie[1] :
  -  États-Unis : 2 février 1990

## Distribution
- Jessica Lange : Beth Macauley
- Arliss Howard : Charles Simon
- Joan Cusack : Jody
- Chris O'Donnell : Chris Macauley
- Kathy Bates : Lisa Coleman
- Charlie Korsmo : Matt Macauley
- Belita Moreno : Mme Buckley
- Deanna Dunagan : Fay
- Tom Mason : John Macauley
- Corey Carrier : Winston Buckley
- Kevin Corrigan : Mike
- David Cale : Fred
- Constance Shulman : Carly
- Rick Rubin : Craig